# Benjamin Christiaan de Jong
Benjamin Christiaan de Jong (Brielle, 1 juni 1839 - Nice, 16 december 1905) was een Nederlandse zakenman die voornamelijk actief was in de scheepvaart van de 19e eeuw.

## Carrière
Benjamin Christiaan de Jong begon zijn carrière als lichtmatroos in de scheepvaart en was als zodanig onder andere actief in Indonesië en China. In 1859 werd hij echter als ‘kweekeling’ afgeschreven nadat hij zonder toestemming het schip Tagal had verlaten.
In de jaren die volgden trad hij in dienst van de Nederlandsch-Indische Stoomvaart Maatschappij (NISM), waar hij opklom van kapitein tot directeur. Deze rederij verzorgde sinds de jaren zestig van de negentiende eeuw een groot deel van het interinsulaire transport in Indië, maar had ook lijnen op Australië en Hong Kong. Gaandeweg kocht de NISM alle concurrerende rederijen in de Indische archipel op en verkreeg zo het monopolie op het vervoer van goederen, post en manschappen. Omdat ruim 90% van de aandelen van de rederij in Engelse handen waren, groeide voor de Nederlandse regering en het lokale gouvernement echter de angst dat juridisch gezien niet op de schepen van de NISM kon worden gerekend in tijden van spanning. Na bijna veertig jaar werd daarom de concessie ingetrokken en vergeven aan een nieuwe rederij: de Koninklijke Paketvaart Maatschappij (KPM). De KPM nam voor veel geld alle schepen over van de NISM. Gezien het jarenlange monopolie van de NISM en de niet-marktconforme prijs die de KPM voor de overname van de schepen betaalde, moet De Jong een aanzienlijk vermogen vergaard hebben.
De Jong heeft ook aan de wieg gestaan van vele andere ondernemingen, zowel in de scheepvaart als daarbuiten. Een van zijn vaste zakenpartners hierbij was Anton Kröller (o.a. bekend van het Kröller-Müller Museum in Otterlo). Ariëtte Dekker schreef in 2015 een proefschrift over Anton Kröller en benoemde daarin Benjamin Christiaan de Jong als een van zijn eerste leermeesters. Kröller vernoemde zelfs een schip van zijn bedrijf ‘Wm. H. Müller en Co’ s Algemene Scheepvaart Maatschappij’ (MASM) naar de echtgenote van de man die zoveel aan zijn succes had bijgedragen: de Osiria. Ook andere prominente Nederlanders kon hij tot zijn zakenpartners rekenen. Zo investeerde hij samen met de Nederlandse viceadmiraal Norman MacLeod in de MASM. MacLeod was afkomstig uit een van oorsprong Schotse familie met een rijke Nederlandse militaire en maritieme traditie. Hij had zich verdienstelijk gemaakt in de Atjeh-oorlog en was onderscheiden met ongeveer iedere orde die er militair te verdienen viel. Met politicus L.D.J.L. de Ram richtte De Jong de Tabaksmaatschappij ‘Pietersburg’ en de Amsterdam - Asahan Tabakmaatschappij op en met politicus C.M.E. van Löben Sels richtte hij een psychiatrische inrichting op.
De Jong werkte incidenteel ook samen met de Nederlandse overheid. Zo maakte hij – samen met de firma ‘Landberg & Zoon’ - tijdens de hongersnood op Java (1880-1882)  afspraken met de overheid om de bevolking van rijst te kunnen voorzien. De rijst zou tegen kostprijs verkocht worden onder de voorwaarde dat de overheid in de lente van 1882 een eventuele resterende voorraad over zou nemen.

## Privé
Benjamin Christiaan de Jong werd op 1 juni 1839 geboren als zoon van Jacob de Jong en Cornelia Elizabeth Rosman. Hij was getrouwd met Barendina Osiria Poulviquet. Naar Poulviquet zijn twee schepen vernoemd: de Osiria en de Barendina Osiria. Van de laatste bevindt zich een halfmodel in de collectie van Het Scheepvaartmuseum te Amsterdam. De Jong overleed op 16 december 1905 tijdens een verblijf aan de Côte d’Azur (Nice); hij liet zijn echtgenote en één zoon achter.